# Olcea (gmina)
Olcea – gmina w Rumunii, w okręgu Bihor. Obejmuje miejscowości Călacea, Hodișel, Olcea i Ucuriș. W 2011 roku liczyła 2773 mieszkańców.